# Volgfelde
Volgfelde ist ein Ortsteil der gleichnamigen Ortschaft der Hansestadt Stendal im Landkreis Stendal in Sachsen-Anhalt, (Deutschland).

## Geographie

### Lage
Volgfelde, ein Straßendorf mit Kirche, liegt etwa 15 Kilometer südwestlich von Stendal und etwa 15 Kilometer östlich von Gardelegen an der oberen Uchte in der südlichen Altmark im Landschaftsschutzgebiet „Uchte - Tangerquellen und Waldgebiete nördlich Uchtspringe“. Südlich von Volgfelde beginnt die Colbitz-Letzlinger Heide, das größte zusammenhängende Heidegebiet Mitteleuropas.
Nachbarorte sind Käthen im Nordosten, Vinzelberg im Osten, Staats im Süden und Börgitz im Südwesten.

### Geologie
Die Ortslage befindet sich auf glazial leicht überformten Gelände auf dem Übergang zwischen Sander und Urstromtal. Aus dieser Position resultiert eine stark unterschiedliche Qualität der nutzbaren Böden.

## Geschichte

### Mittelalter bis Neuzeit
Im Jahre 1191 wurde Folckfelde erstmals in einer alten Schrift erwähnt. In der Chronik des Stifts Königslutter wird über Henrico berichtet, einen Comes in Gardelegen, der der Kirche in Königslutter zwei Hufen Landes in Volgfelde zurückgibt, die ihr schon früher gehört hatten. Spätere Erwähnungen sind 1252 in villa Volcuelde und 1278 in Volcuelde. Im Landbuch der Mark Brandenburg von 1375 wird das Dorf als Walkfelde und Valkfelde aufgeführt, zu dem eine Mühle gehört. Weitere Nennungen sind 1399 Volkfelde, 1457 Volkfelde und 1687 Uolckfelde. 1804 gab es im Dorf Volgfelde einen Krug und eine Wassermühle an der Uchte, die an der heutigen Volgfelder Mühlenstraße stand.
Bei der Bodenreform wurden 1945 ermittelt: 37 Besitzungen unter 100 Hektar hatten zusammen 644 Hektar, eine Kirchenbesitzung hatte 1 Hektar, eine Gemeindeesitzung 3 Hektar Landbesitz. Aus der Bodenreform wurden 68,6 Hektar aufgeteilt: 26,5 Hektar erwarben 7 landlose Bauern mit Besitz unter 5 Hektar, 11,1 Hektar 5 Landarbeiter und 30,9 Hektar gingen an 10 Industriearbeiter. Im Jahre 1957 entstand die erste Landwirtschaftliche Produktionsgenossenschaft, die LPG Typ III „Freie Scholle“.
Nach 1990 wurde in enger Zusammenarbeit mit der Kirchengemeinde das Dach der Kirche saniert, das Gebäude neuverfugt, sowie der Friedhof neu eingefriedet. Die Arbeiten wurden von der Gemeinde zum großen Teil mitfinanziert. Im Sommer 2016 wurde „825 Jahre Volgfelde“ im Dorf gefeiert.

### Herkunft des Ortsnamens
Der Name wird als „Volk im Felde“ gedeutet.

### Archäologie
Im Juni 1961 wurden bei Bauarbeiten auf einem ehemaligen Ziegeleigelände (wohl nördlich von Volgfelde) alte Urnen zu Tage gefördert. Sie wurden dem Altmärkischen Museum in Stendal übergeben. Dessen Direktor Gerhard Richter stellte fest, dass die Bauarbeiter einen Begräbnisplatz aus der jüngeren Bronzezeit (ca. 1000 – 800 v. Chr.) gefunden hatten.  Von 1961 bis 1962 grub Volkmar Geupel Teile dieses Gräberfeldes aus. 250 Meter südlich der Fundstelle wurde im Jahre 1992 eine bronzezeitliche Siedlung ergraben. Dabei wurden zylindrischen Speichergruben freigelegt, die unter anderem mit Brandschutt verfüllt waren.

### Eingemeindungen
Ursprünglich gehörte das Dorf Volgfelde zum Tangermündeschen Kreis der Mark Brandenburg in der Altmark. Zwischen 1807 und 1813 lag es im Kanton Lüderitz auf dem Territorium des napoleonischen Königreichs Westphalen. Nach weiteren Änderungen gehörte die Gemeinde ab 1816 zum Kreis Gardelegen, dem späteren Landkreis Gardelegen.
Am 25. Juli 1952 kam die Gemeinde Volgfelde zum neuen Kreis Stendal, am 1. Juli 1994 dann zum heutigen Landkreis Stendal. Bis zum 31. Dezember 2009 war Volgfelde eine selbständige Gemeinde.
Durch einen Gebietsänderungsvertrag beschloss der Gemeinderat der Gemeinde Volgfelde am 18. Juni 2009, dass die Gemeinde Volgfelde in die Stadt Stendal eingemeindet wird. Dieser Vertrag wurde vom Landkreis als unterer Kommunalaufsichtsbehörde genehmigt und trat am 1. Januar 2010 in Kraft.
Nach der Eingemeindung der bisher selbstständigen Gemeinde Volgfelde wurde Volgfelde ein Ortsteil der Stadt Stendal. Für die eingemeindete Gemeinde wurde die Ortschaftsverfassung nach den §§ 86 ff. der Gemeindeordnung Sachsen-Anhalt eingeführt. Die eingemeindete Gemeinde Volgfelde ist nun ein Stadtteil der Stadt Stendal, in der ein Ortschaftsrat mit fünf Mitgliedern einschließlich des Ortsbürgermeisters gebildet wurde.

### Einwohnerentwicklung
| Jahr | Einwohner |
| ---- | --------- |
| 1734 | 144       |
| 1772 | 080       |
| 1790 | 142       |
| 1798 | 151       |
| 1801 | 156       |
| 1818 | 134       |

| Jahr | Einwohner |
| ---- | --------- |
| 1840 | 233       |
| 1864 | 282       |
| 1871 | 298       |
| 1885 | 284       |
| 1892 | [00]291   |
| 1895 | 295       |

| Jahr | Einwohner |
| ---- | --------- |
| 1900 | [00]297   |
| 1905 | 323       |
| 1910 | [00]312   |
| 1925 | 287       |
| 1939 | 284       |
| 1946 | 472       |

| Jahr | Einwohner |
| ---- | --------- |
| 1964 | 321       |
| 1971 | 318       |
| 1981 | 206       |
| 1993 | 199       |
| 2006 | 197       |
| 2013 | [00]160   |

| Jahr | Einwohner |
| ---- | --------- |
| 2014 | [00]157   |
| 2018 | [00]150   |
| 2019 | [00]147   |
| 2021 | [00]149   |
| 2022 | [00]149   |
| 2023 | [0]151    |

Quelle, wenn nicht angegeben, bis 2006:

## Religion
- Die evangelische Kirchengemeinde Volgfelde gehörte früher zur Pfarrei Staats bei Vinzelberg.[21] Sie wird heute betreut vom Pfarrbereich Lindstedt im Kirchenkreis Salzwedel im Bischofssprengel Magdeburg der Evangelischen Kirche in Mitteldeutschland.[22] Die ältesten überlieferten Kirchenbücher für Volgfelde stammen aus dem Jahre 1655.[23]
- Die katholischen Christen gehören zur Pfarrei St. Hildegard in Gardelegen im Dekanat Stendal im Bistum Magdeburg.[24]

## Politik

### Ortsbürgermeisterin

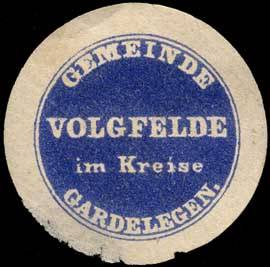
Siegelmarke der Gemeinde Volgfelde

Karin Langnese ist seit 2010 Ortsbürgermeisterin der Ortschaft Volgfelde.
Sie war die letzte Bürgermeisterin der Gemeinde Volgfelde. Vor ihr war Erwin Lackert, ihr Vater, 21 Jahre Bürgermeister der Gemeinde.

### Ortschaftsrat
Bei der Ortschaftsratswahl am 9. Juni 2024 wurden 2 Ortschaftsrätinnen und 3 Räte gewählt:
- Einzelbewerber Klug (57 Stimmen)
- Einzelbewerberin Langnese (77 Stimmen)
- Einzelbewerberin Meier (72 Stimmen)
- Einzelbewerber Plath (36 Stimmen)
- Einzelbewerber Thom (58 Stimmen)

Von 127 Wahlberechtigten hatten 103 ihre Stimme abgegeben, die Wahlbeteiligung betrug damit 81,1 Prozent.

## Kultur und Sehenswürdigkeiten
- Die evangelische Dorfkirche von Volgfelde ist ein im Kern spätromanischer Feldsteinbau aus dem 13. Jahrhundert mit quadratischem Westturm, der bei Umbauten zwischen 1734 und 1737 sowie 1880 radikal verändert wurde. Die Orgel stammt aus dem Jahre 1881.[28][10]
- Der Ortsfriedhof ist auf dem Kirchhof.
- In Volgfelde steht ein 1922 errichtetes Denkmal für die Gefallenen des Ersten und Zweiten Weltkrieges, ein Ehrenmal mit der lebensgroßen Plastik eines Soldaten mit abgenommenem Helm in der Hand. Der Stein mit den Namen der im Zweiten Weltkrieg gefallenen Männer aus Volgfelde wurde 1993 bei der Erneuerung des Denkmals hinzugefügt.[29][9]
- Die Straße nach Börgitz ist eine Ahorn-Allee, deren Bäume zwischen 1828 und 1830 gepflanzt wurden. Die Dorfstraße Volgfelde ist fast lückenlos von alten Rotdornbäumen gesäumt.[9]

## Infrastruktur

### Verkehr
An Volgfelde führt direkt die ICE-Bahnlinie Hannover–Berlin vorbei. Der nächste Regionalbahn-Halt ist der über die fast unbefahrbare Zufahrtsstraße erreichbare Bahnhof Vinzelberg im Nachbarort Käthen. 
Nordwestlich der Gemeinde verläuft die Bundesstraße 188, deren Verlegung parallel zur Bahnlinie unter Umfahrung der neuen Stendaler Ortsteile Vinzelberg, Staats, Börgitz und Uchtspringe 2007 dem Verkehr übergeben wurde. Eine ortsnahe Auffahrt auf die Bundesstraße ist nicht vorgesehen. 
Es verkehren Linienbusse und Rufbusse von stendalbus.

### Telekommunikation
Es ist ein kabelgebundener Breitbandanschluss verfügbar.